# Jeremie Frimpong
Jeremie Agyekum Frimpong (født 10. december 2000) er en hollandsk professionel fodboldspiller, som spiller for Liverpool F.C. og Hollands landshold.

## Klubkarriere

### Celtic
Efter at have spillet for Manchester City på ungdomsniveau, men aldrig på deres førstehold, skiftede Frimpong i september 2019 til Celtic. Han fik sin professionelle debut den 25. september i en Scottish Cup-kamp imod Partick Thistle. Han imponerede i sin debutsæson, og blev sæsonens udgang kåret som årets unge spiller i klubben.

### Bayer Leverkusen
Frimpong skiftede i januar 2021 til Bayer Leverkusen. Han blev inkluderet på årets hold i Bundesligaen i 2022-23 og 2023-24 sæsonerne.

### Liverpool F.C.
Frimpong skiftede i juni 2025 til Liverpool F.C.

## Landsholdskarriere

### Ungdomslandshold
Frimpong har repræsenteret Holland på flere ungdomsniveauer.

### Seniorlandshold
Frimpong blev inkluderet i Hollands trup til VM 2022 før han havde gjort sin landsholdsdebut, og kom heller ikke på banen i løbet af turneringen. Han måtte vente til at få sin landsholdsdebut den 13. oktober 2023.

## Privat
Frimpong er født i Amsterdam til forældre fra Ghana. Han flyttede med sin familie til England som 7-årig, og boede der resten af sin barndom.

## Titler
Celtic
- Scottish Premiership: 1 (2019-20)
- Scottish Cup: 1 (2019-20)
- Scottish League Cup: 1 (2019-20)

Bayer Leverkusen
- Bundesliga: 1 (2023-24)
- DFB-Pokal: 1 (2023-24)

Individuelle
- Bundesliga Sæsonens hold: 2 (2022-23, 2023-24)
- UEFA Europa League Sæsonens hold: 1 (2023-24)